# هارون ابوبکر
هارون ابوبکر (Haruna Abubakar) سناتور برای حوزه ناساراوا جنوبی در کشور نیجریه انتخاب شد، دولت ناساراوا، نیجریه در آغاز فعالیت خود نیجریه جمهوری چهارم خود را برپا می‌کرد. وی در ۲۹ مه ۱۹۹۹ به عنوان ریاست منطقه ناساراوا جنوبی برگزیده شد.
هارون ابوبکر در ۶ ژوئن سال ۱۹۵۲ به دنیا آمد. وی در طول زندگی سمت‌های بسیاری داشت از مهم‌ترین سمت‌های هارون ابوبکار می‌توان به وکیل و تاجر و مشاور حقوقی حزب ملی نیجریه در جمهوری دوم نیجریه اشاره کرد. وی مدیرعامل شرکت بازاریابی خطوط لوله و فرآورده‌های نفتی در دوران رژیم نظامی ژنرال ثانی آباچا بود.
پس از انتخاب شدن به عنوان اعضاء مجلس سنا در ژوئن سال ۱۹۹۹، وی به کمیته‌های انتخاب (معاون رئیس)، خدمات سنا، نفت، قضات، امور اقتصادی و بدهی‌های داخلی و خارجی منصوب شد. وی همچنین در سال ۱۹۹۹ به عنوان معاون رئیس مجلس سنا منصوب شد، اما بعداً مجبور به استعفا شد.
ابوبکر پس از یک بیماری طولانی مدت در تاریخ ۲۷ فوریه ۲۰۰۵ در بیمارستان لندن درگذشت و در لافیا به خاک سپرده شد.